# Janna Bitxévkskaia
Janna Vladímirovna Bitxévskaia, rus: Жа́нна Влади́мировна Биче́вская,(nascuda el 17 de juny de 1944 a Moscou) és un cantautora russa i soviètica. Viu i treballa a Moscou.
Janna anomena el seu estil "country-folk rus". El repertori de la cantant inclou diversos centenars d'obres: cançons de contingut espiritual i social, cançons populars russes, romances, així com cançons basades en poemes dels poetes de l'Edat de Plata.

## Biografia
Va néixer en la família de Vladímir Konstantínovitx Bitxevski, enginyer elèctric de professió, i la ballarina Lídia Gavrílovna Koixeleva. La seva madrastra, Ielena Ilínitxna Bitxévskaia, era comptable de professió.
Es va graduar a l'escola de música, classe de guitarra. El 1966-1971 va estudiar a l'Escola nacional del circ i les arts escèniques, on va continuar millorant la seva guitarra, va estudiar cant amb Ielena Iàkovlevna Pétker i després amb Irma Jaunzem. Durant els seus estudis, va començar a aplegar i enregistrar cançons populars russes. Al mateix temps, va treballar com a professora de guitarra a l'escola nocturna de Zagorsk, i més tard com a solista-vocalista a l'Orquestra Eddie Rosner. Del 1971 al 1973 fou solista del conjunt vocal i instrumental "Dobri mólodtsi i des del 1973 treballà al Mosconcert.
Als anys setanta, el repertori del cantant incloïa antigues cançons populars russes, que s'interpretaven a l'estil bard. Gràcies a la seva original i talentosa actuació (amb estils folk i country), Bitxévskaia va començar a guanyar popularitat ràpidament. El 1973 es va convertir en la guanyadora del Concurs Panrús d'Artistes de Varietats a tota Rússia. En diverses gires, va actuar a Finlàndia, Hongria, Romania, Txecoslovàquia, Iugoslàvia i a moltes ciutats de l'URSS. Dels seus discos de cançons populars es van vendre milions de còpies a més de 40 països d'arreu del món.
Va actuar vuit vegades a l'Olympia de París. Al Concurs Internacional d'Artistes Pop de Poznań, el 1980, a més del títol de guanyadora, Janna Bitxévkskaia va rebre el títol de "Miss creativitat". El 1989 a San Remo, la cantant va rebre el Premi Tenco per a activitats culturals.
Als anys noranta, el folklore de l'obra de Janna Bitxévkskaia va ser substituït per motius de la Guàrdia Blanca (els àlbums «Liubo, brattsi, liubo», «Rússkaia Gólgofa») i, després, per religiosos - cançons de Hieromonk Roman i cançons escrites pel seu marit, el poeta, compositor i cantant Guennadi Ponomariov («Janna Bitxévkskaia poiot pesni Ieromonakha Romana», «Imeni Tvoiemu, Gospodi», «Ossen muzikanta». A finals de la dècada del 1990 i principis de la dècada del 2000, la cantant va publicar diversos àlbums amb cançons d'autors famosos (inclosos Andrei Makarévitx, Aleksandr Vertinski, Bulat Okudjava) i diversos àlbums de temàtica patriòtica.
Del desembre del 1999 al 2008, Janna Bitxévkskaia va presentar el programa espiritual d'autor "De cor a cor", rus: От сердца к сердцу, a l'emissora de ràdio internacional "La Veu de Rússia".

## Temàtica
Els temes principals de les cançons de Bitxévkskaia són el patriotisme rus i l'ortodòxia. En les seves cançons, ella, juntament amb el seu marit Guennadi Ponomariov, que també és compositor i cantautor, predica l'amor pels valors tradicionals.

## Crítica
Bitxévkskaia qualifica, a la seva cançó Grozni tsar, rus: Грозный царь, el tsar Ivan el Terrible com el tsar gran i sant i es considera partidària de la seva canonització. Totes les cançons estan dedicades a Alexandra Fiódorovna, Nicolau II i altres membres de la família reial. Alexandra Fiódorovna és elogiada com a semblant als arcàngels; a través de les seves oracions, Déu tindrà pietat de la Rússia crucificada. El tsar encarna el lideratge dels russos, la seva força i bandera. A la cançó No som russos!, rus: Мы не россияне!, Mi ne rossïiane!, parla d'un "assassinat ritual que ha commocionat el món", és a dir, l'assassinat de la família del tsar. Compara l'assassinat de Nicolau II amb el de Crist, a qui anomena "tsar de la pèrfida Judea".
Janna Bitxévkskaia celebra el passat imperial de Rússia, la Tercera Roma que ara es troba vinclada sota el talons d'un vilà d'ultramar. Segons Bitxévkskaia, als russos els importa un rave el poder d'Amèrica i Europa i fa una crida a tots els eslaus.Rússia, Belarús i Ucraïna són inseparables, com tres germanes sempre relacionades. Janna Bitxévkskaia descriu els pobles eslaus com a "grans i escollits per Déu", "s'uniran en l'Oceà Ortodox".
La missió de Rússia, va dir Bitschewskaja, és conduir la gent de totes les nacions cap a la fe ortodoxa i preparar la gent per al regne de Déu. El diable només és contrari al cristianisme, de manera que no busca destruir cap altra religió, fins i tot crea les altres religions no cristianes. Bitschewskaya també es queixa que la televisió borda llibertat i drets.
Janna Bitxévkskaia també condemna el nacionalisme.
Bitxévkskaia proposa de tancar els homosexuals a Rússia en colònies de leprosos construïdes especialment per a ells. Janna Bitxévkskaia descriu l'homosexualitat a Rússia com a part del Pla Dulles, el primer punt del qual preveu la depravació completa del poble rus. Considera que l'odi dels signes d'activitat homosexual és una reacció normal d'una persona mentalment sana; a l'època soviètica la gent tenia moralitat. Ella qualifica aquestes activitats de pecat terrible, que és castigat. Janna Bitxévkskaia descriu l'orgull gai com un fet amoral.

## Obres
- Господа офицеры (1994)
- Слишком короток век (1997)
- Любо, братцы, любо… (1997)
- Жанна Бичевская поёт песни Иеромонаха Романа (1997)
- Имени Твоему, Господи. Духовные песнопения (1998)
- Осень музыканта (1998)
- Русская Голгофа (1998)
- Царь Николай (1999)
- Верую (2000)
- Мы – русские (2001)
- Чёрный ворон (2002)
- Боже, храни своих (2003)
- К-141 (2004)
- Белая ночь. Жанна Бичевская поёт песни Иеромонаха Романа (2005)
- Я расскажу тебе… Романсы (2007)
- Гори, гори, моя звезда (2008)
- Засуха (2010)